# Streepsporige korstkogelzwam
De streepsporige korstkogelzwam (Nemania chestersii) is een schimmel behorend tot de familie Xylariaceae. Hij leeft saprotroof op hout en is bekend van Fraxinus.

## Kenmerken
De Stromata zijn 0,4-50 mm lang × 3-15 mm breed × 0,7-1 mm dik, koolstofhoudend. Het oppervlak grijsachtig zwart, bruinachtig zwart tot dof zwart, met onopvallende tot opvallende peritheciale bulten. Onvolgroeide exemplaren zijn bedekt met een beige tot grijze hyfenlaag.
De asci zijn cilindrisch. Het met apicaal aanhangsel is amyloïde, kubusvormig, 1,5-2,8 µm hoog × 2-2,5 µm breed. De ascosporen zijn 13,5-17 × 5,5-7 µm, bleek tot middenbruin, ellipsoïde-ongelijkzijdig tot langwerpig, vaak met smal afgeronde uiteinden, wand fijn longitudinaal gestreept, met een korte onopvallende kiemspleet en 4-5 µm lang aan de meer bolle kant.

## Verspreiding
De streepsporige korstkogelzwam komt in Nederland zeldzaam voor. Hij staat niet op de rode lijst en is niet bedreigd.